# Cristina Cifuentes
María Cristina Cifuentes Cuencas (Madrid, 1 de julio de 1964) es una política española del Partido Popular que desempeñó la presidencia de la Comunidad de Madrid entre 2015 y 2018.

## Biografía
Licenciada en derecho y funcionaria de la Universidad Complutense de Madrid, Cifuentes, que en 1991 se convirtió en diputada en la Asamblea de Madrid —cargo que desempeñó en la iii, iv, v, vi, vii, viii, ix y x legislaturas del parlamento autonómico— y que entre 2017 y 2018 fue presidenta del Partido Popular de la Comunidad de Madrid, ocupó el cargo de delegada del Gobierno en dicha autonomía entre 2012 y 2015.

### Primeros años
Nació en Madrid el 1 de julio de 1964, séptima en una familia de ocho hermanos, hija de un general de artillería coruñés (José Luis Cifuentes) y de una ama de casa orensana (Fuencisla Cuencas). Cifuentes, que cursó estudios básicos en el Colegio del Sagrado Corazón Rosales de la calle de Ferraz, en el madrileño barrio de Argüelles, se afilió a las Nuevas Generaciones de Alianza Popular en 1980, con dieciséis años. Se licenció en Derecho por la Universidad Complutense de Madrid (UCM). Durante su período como estudiante universitaria tomó parte de forma activa en los grupos de apoyo para que Gustavo Villapalos se convirtiera en decano de la Facultad de Derecho y, posteriormente, en rector de la universidad.
Cifuentes, que comenzó su carrera política en las filas de Alianza Popular (AP), en donde trabajó como asesora, se presentó en el puesto 57 de la candidatura de dicho partido a las elecciones al Parlamento Europeo celebradas en España y Portugal en junio de 1987. Contrajo matrimonio a finales de la década de 1980 con el arquitecto Francisco Javier Aguilar Viyuela, a quien habría conocido durante el mandato de rector de Villapalos en la Complutense, en un momento en el que Aguilar estaba al frente de diversos proyectos de facultades y colegios mayores de la UCM.

### Inicios en el parlamento autonómico y funcionaria en la universidad
En 1990 ingresó como funcionaria del grupo B en la escala de Gestión Universitaria de la UCM. En 1991, el Partido Popular (PP) la incluyó en el puesto número 46 de su candidatura para las elecciones a la Asamblea de Madrid de mayo de dicho año. Elegida diputada de la iii legislatura autonómica (1991-1995), comenzó así, con 26 años, su trayectoria parlamentaria en la cámara regional.
Su primer cargo educativo de responsabilidad fue la dirección del Colegio Mayor Universitario Miguel Antonio Caro, entre 1995 y 1999. Se le atribuye durante su mandato una propuesta formulada al rector para que las residencias femeninas de la UCM permanecieran abiertas durante toda la noche.
Reelegida como diputada autonómica en las elecciones de mayo de 1995, desempeñó el cargo de portavoz adjunta del Grupo Parlamentario Popular en la iv legislatura (1995-1999), marcada por el cambio de color del gobierno que supuso el acceso del PP a la presidencia del ejecutivo regional en la persona de Alberto Ruiz-Gallardón.
Con la creación de la Universidad Rey Juan Carlos (URJC) pasó a formar parte del Consejo de Administración fundacional del centro, controlado inicialmente por el consejero de Educación y Cultura Gustavo Villapalos, por el período 1996-2000. Posteriormente, también llegaría a participar[¿cuándo?] en el consejo social de la Universidad Carlos III de Madrid.
Reelegida diputada regional en las elecciones de 1999 desempeñó sucesivamente los cargos de secretaria tercera y secretaria primera de la Mesa de la Asamblea en su v legislatura (1999-2003). Entre 1999 y 2000 cursó unos estudios de maestría denominados «curso superior en Administración Pública» en el Instituto Universitario de Investigación Ortega y Gasset. Inició cursos de doctorado en la Universidad Rey Juan Carlos (URJC) pero no los finalizó. En 2001, por promoción interna tras una década en el grupo B de funcionarios de la UCM, ascendió a la Escala de Técnicos Superiores de Gestión de dicha universidad (grupo A).

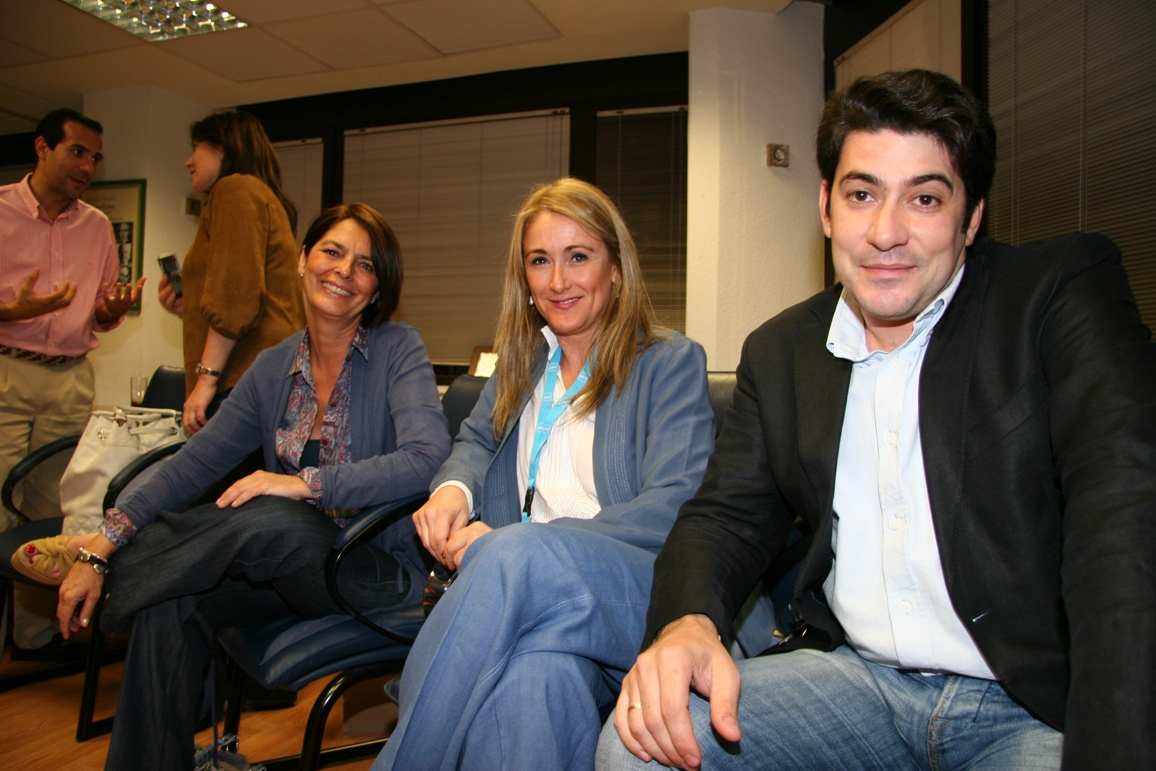
El 7 de junio de 2009, en la sede del PP de Génova 23, junto con Paloma Adrados y David Pérez.

Miembro de la comisión de investigación del llamado «Tamayazo», fue reelegida diputada en las nuevas elecciones de octubre de 2003, y, en noviembre, designada de nuevo para el cargo de portavoz adjunta del Grupo Popular que ya había ejercido en la iv legislatura. A finales de 2004, como parte del equipo propuesto por Esperanza Aguirre al convertirse en presidenta del PP de Madrid en su XIII Congreso regional, fue puesta al frente de la Secretaría Ejecutiva de Política Territorial de dicha organización. Cesó en 2008. En febrero de 2005 entró a formar parte del patronato de la fundación Fundescam, vinculada al PP, permaneciendo en este también hasta 2008.

### Vicepresidencia primera de la Asamblea

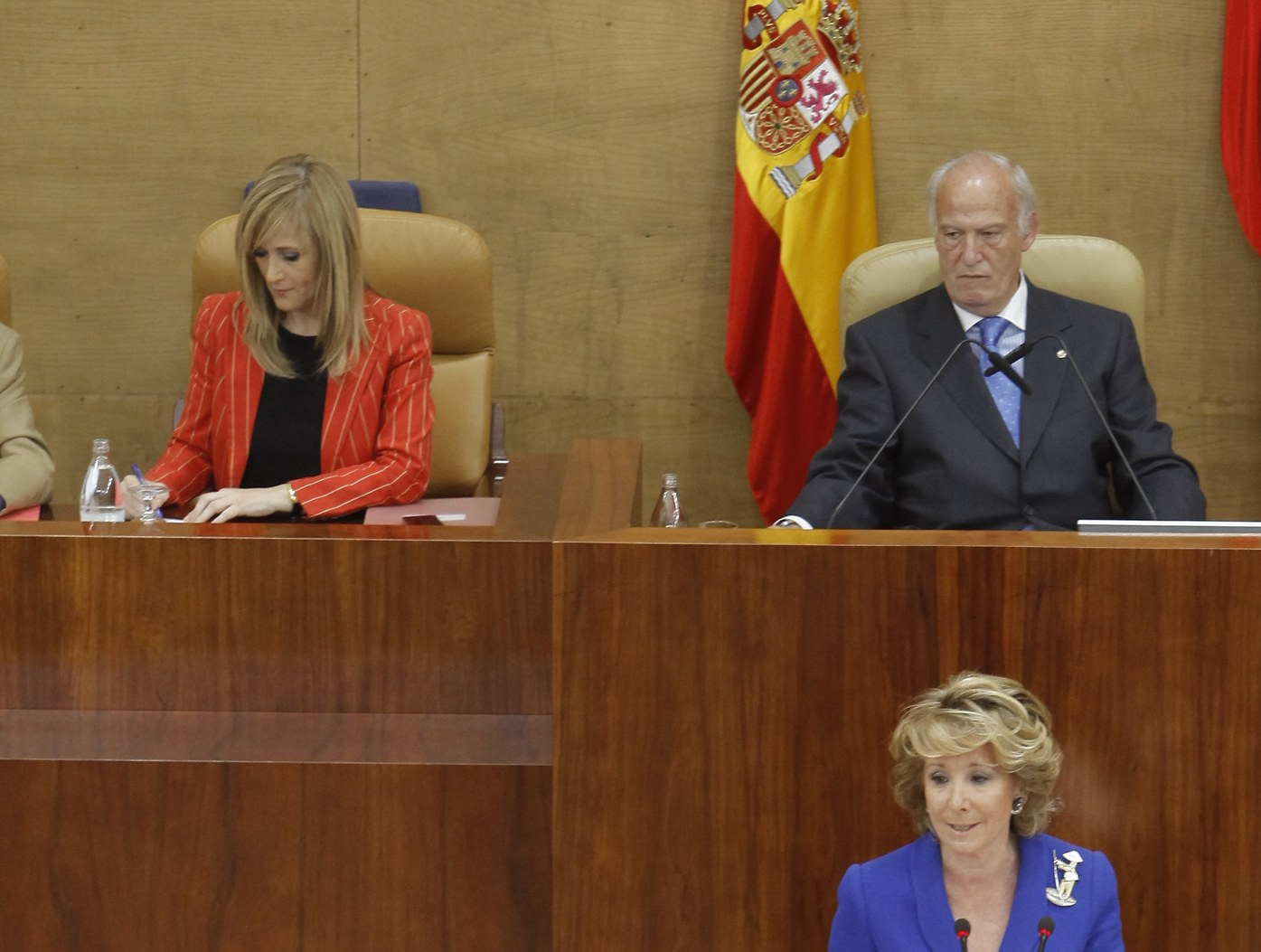
Cifuentes, en la mesa de la Asamblea, durante el debate de investidura de Esperanza Aguirre en 2011

Cifuentes desempeñó el cargo de vicepresidenta primera a lo largo de un período de tres legislaturas comprendido entre 2005 y 2012. A mitad de la vii legislatura autonómica, el 6 de octubre de 2005, sustituyó a José Ignacio Echeverría en la vicepresidencia primera de la Mesa de la Asamblea, entonces presidida por Concepción Dancausa. En la sesión constitutiva de la viii legislatura celebrada el 12 de junio de 2007, revalidó su puesto como vicepresidenta primera en la Mesa de la Asamblea, presidida por Elvira Rodríguez. Finalmente, en la ix legislatura, también fue elegida para desempeñar por última vez la vicepresidencia de la Mesa presidida por José Ignacio Echeverría. Durante su período de vicepresidencia se le atribuye su participación en la gestión de diversos acuerdos y mociones de censura del PP en los ayuntamientos de la región.
Adicionalmente, entre 2008 y 2012, también desempeñó el cargo de presidenta del Comité de Garantías del Partido Popular a nivel regional.

### Delegada del Gobierno en la Comunidad de Madrid
En enero de 2012, tras la llegada a la Presidencia del Gobierno de Mariano Rajoy, fue nombrada nueva delegada del Gobierno en la Comunidad de Madrid, tomando posesión el día 16 de dicho mes. Cesó así como diputada y como vicepresidenta primera en la ix legislatura de la Asamblea de Madrid, siendo sustituida en sendos cargos por Mario Utrilla y Rosa Posada, respectivamente. Integró en su equipo de trabajo a Rosalía Gonzalo como jefa de Gabinete y a Marisa González como jefa de Prensa.

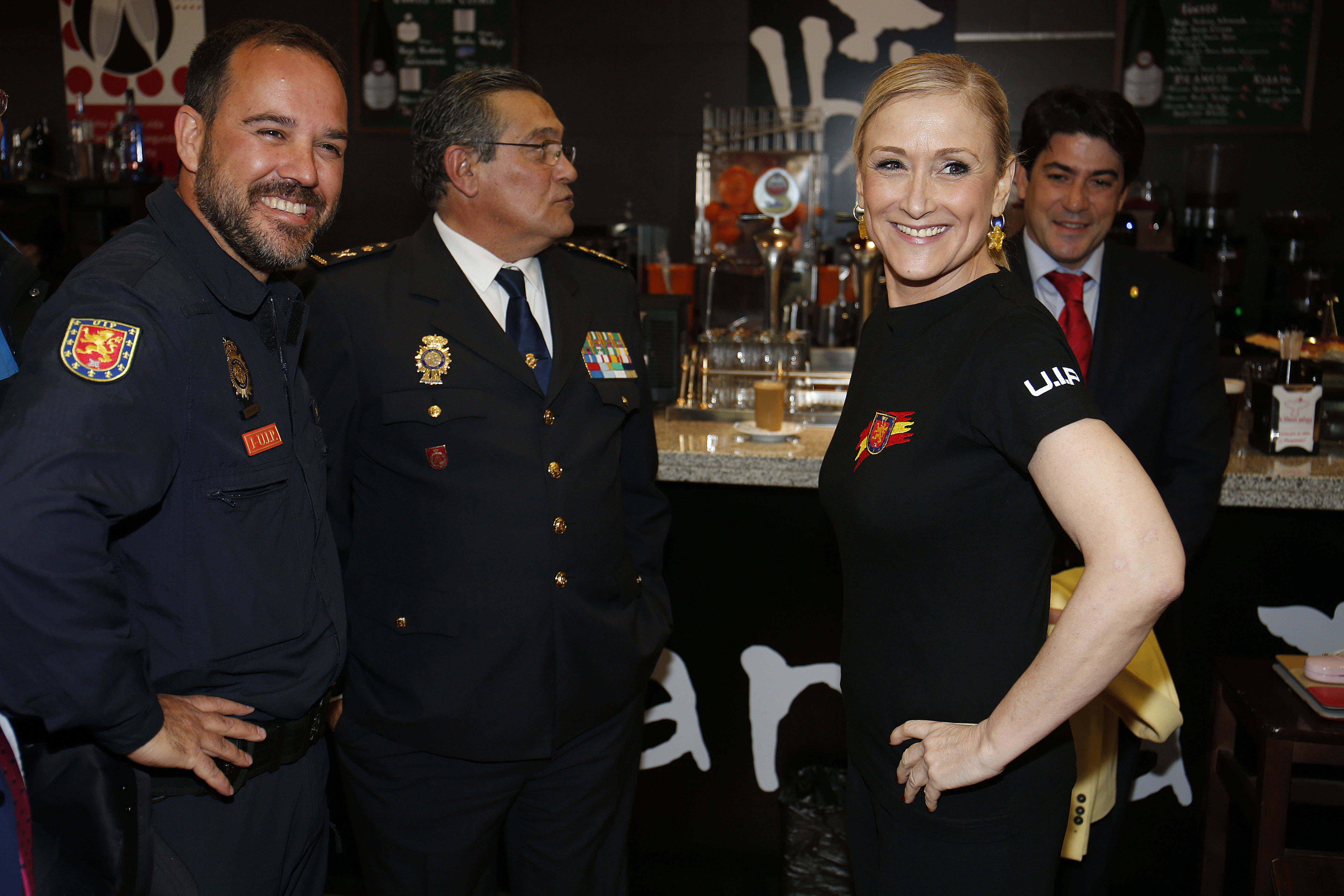
En abril de 2015, en un acto como delegada del Gobierno junto a efectivos de las UIP.

Durante su mandato como delegada del Gobierno, se enfrentó a multitud de manifestaciones y protestas en la capital, en varias de las cuales hubo incidentes de gravedad, como las Marchas de la Dignidad de 2014, con por lo menos 20 detenidos y 100 heridos, 67 de ellos policías.
A finales de 2012 se presentaron contra ella una denuncia por delitos contra Altas Instancias del Estado y una querella por las multas impuestas durante una protesta de la Coordinadora 25S, que fue desestimada al cabo de unos meses. Debido a las protestas a causa de la crisis, ha tenido críticas del 15-M por uso y abuso de las Unidades de Intervención Policial (UIP) como el no usar una placa visible con el número identificativo.
El 20 de agosto de 2013, fue ingresada en estado grave en el Hospital La Paz, por traumatismo torácico severo con cinco costillas rotas, tras haber sufrido un accidente de moto en el paseo de la Castellana. Circulaba sin la revisión de la ITV. Recibió el alta médica el 23 de septiembre de 2013.
El 13 de abril de 2017, el Tribunal Europeo de Derechos Humanos de Estrasburgo decidió admitir a trámite la querella criminal presentada por la Coordinadora 25s contra Cristina Cifuentes, Delegada del Gobierno en Madrid cuando ocurrieron los hechos denunciados en la referida querella. La querella se presenta por la vulneración de los más elementales derechos democráticos durante los días del proceso de coronación–sucesión de Juan Carlos I, por su hijo Felipe VI, cuya abdicación se precipitó por el cúmulo de escándalos que hacían ya inevitable su continuidad como Jefe del Estado. La querella que además de a Cristina Cifuentes se dirige a Alfonso Fernández Díez, Jefe Superior de Policía en Madrid e Ignacio Cosidó Guiterrez, en el momento director general de la Policía, recoge el auténtico estado de sitio al que se sometió a la ciudad de Madrid durante los fastos de la abdicación- coronación. En ese estado de sitio no declarado, participaron según datos del propio Ministerio del Interior: 4.300 policías nacionales; 2.672 guardias civiles, y varios miles de miembros de la policía municipal, todo ello con el objetivo de que no se pudiera expresar, en forma alguna, el menor rechazo al Régimen monárquico en general o a las figuras de Juan Carlos I o Felipe VI en particular. El Tribunal de Derechos Humanos de Estrasburgo, utilizando un criterio bien diferente al de los tribunales españoles, ha admitido a trámite la querella y por tanto se estudiará el fondo del asunto, que no es otro que el de la conculcación de los derechos y libertades reconocidos en el Convenio Europeo de Derechos Humanos, durante los días en que se realizó la abdicación–coronación y especialmente el 19 de junio de 2014.

## Presidencia de la Comunidad de Madrid

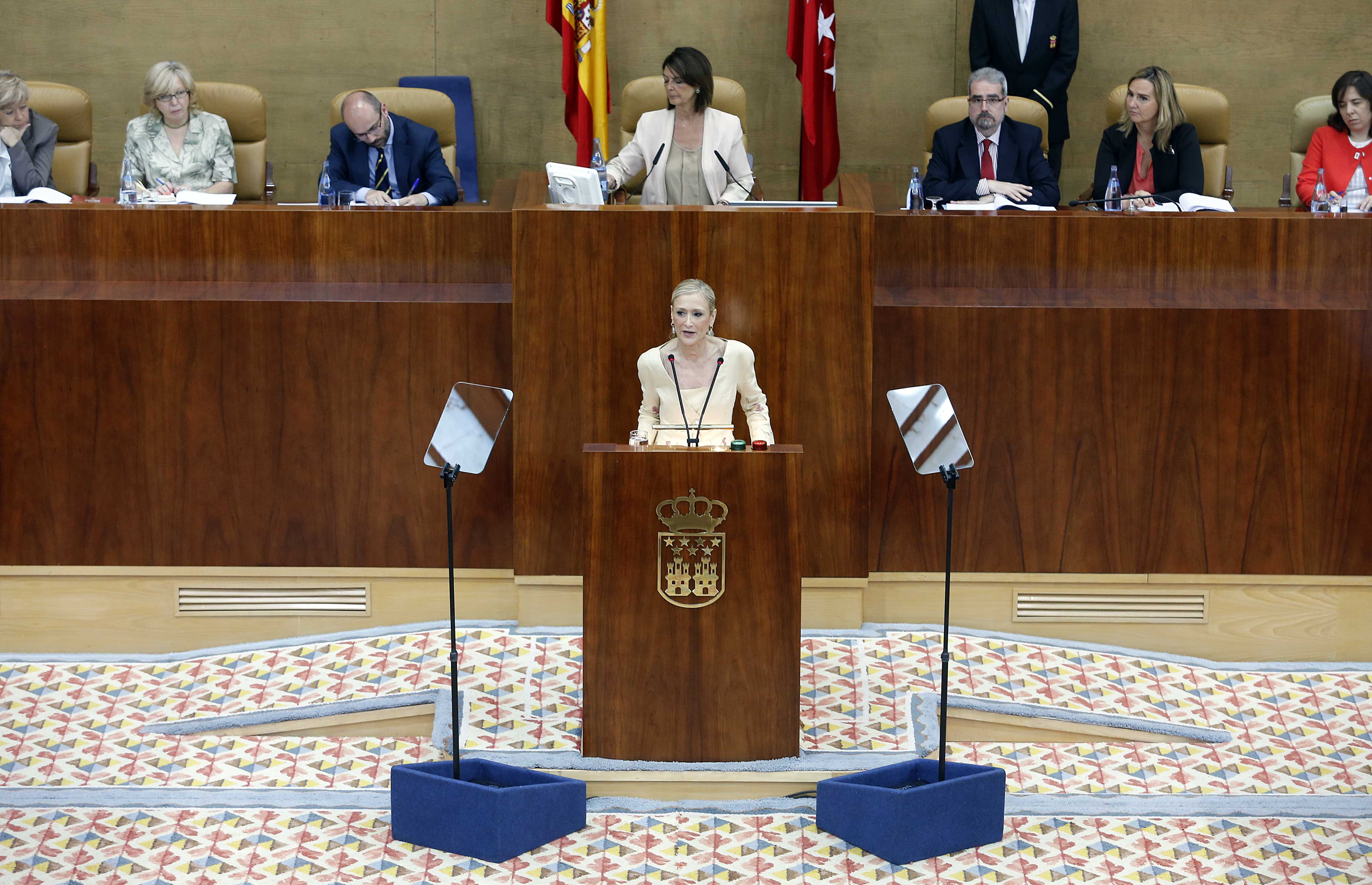
En el debate de su investidura como presidenta de la Comunidad de Madrid, en junio de 2015.

#### Investidura y formación del consejo de gobierno
En marzo de 2015 fue designada por el PP como su candidata a la presidencia de la Comunidad de Madrid así como cabeza de lista en las elecciones autonómicas de 2015. Tras las elecciones autonómicas del 25 de mayo y la constitución de la x legislatura de la Asamblea de Madrid, fue propuesta por la nueva presidenta de la cámara, Paloma Adrados, como candidata a la presidencia de la Comunidad.
El 24 de junio de 2015, con 65 votos a favor (48 votos del grupo en la Asamblea de Madrid del Partido Popular y 17 votos del grupo en la Asamblea de Madrid de Ciudadanos) y 64 en contra, fue investida presidenta de la Comunidad de Madrid. Tomó posesión el 25 de junio. Nombró como jefa de gabinete a Marisa González, que ya había trabajado anteriormente de jefa de prensa en la Delegación del Gobierno para Cifuentes.
Nombró igualmente como integrantes de su equipo de gobierno a Ángel Garrido (Presidencia y Justicia), Engracia Hidalgo (Economía, Empleo y Hacienda), Jaime González Taboada (Medio Ambiente, Administración Local y Ordenación del Territorio), Pedro Rollán (Transportes, Vivienda e Infraestructuras), Jesús Sánchez Martos (Sanidad), Carlos Izquierdo (Políticas Sociales y Familia) y a Rafael van Grieken (Educación, Juventud y Deportes).

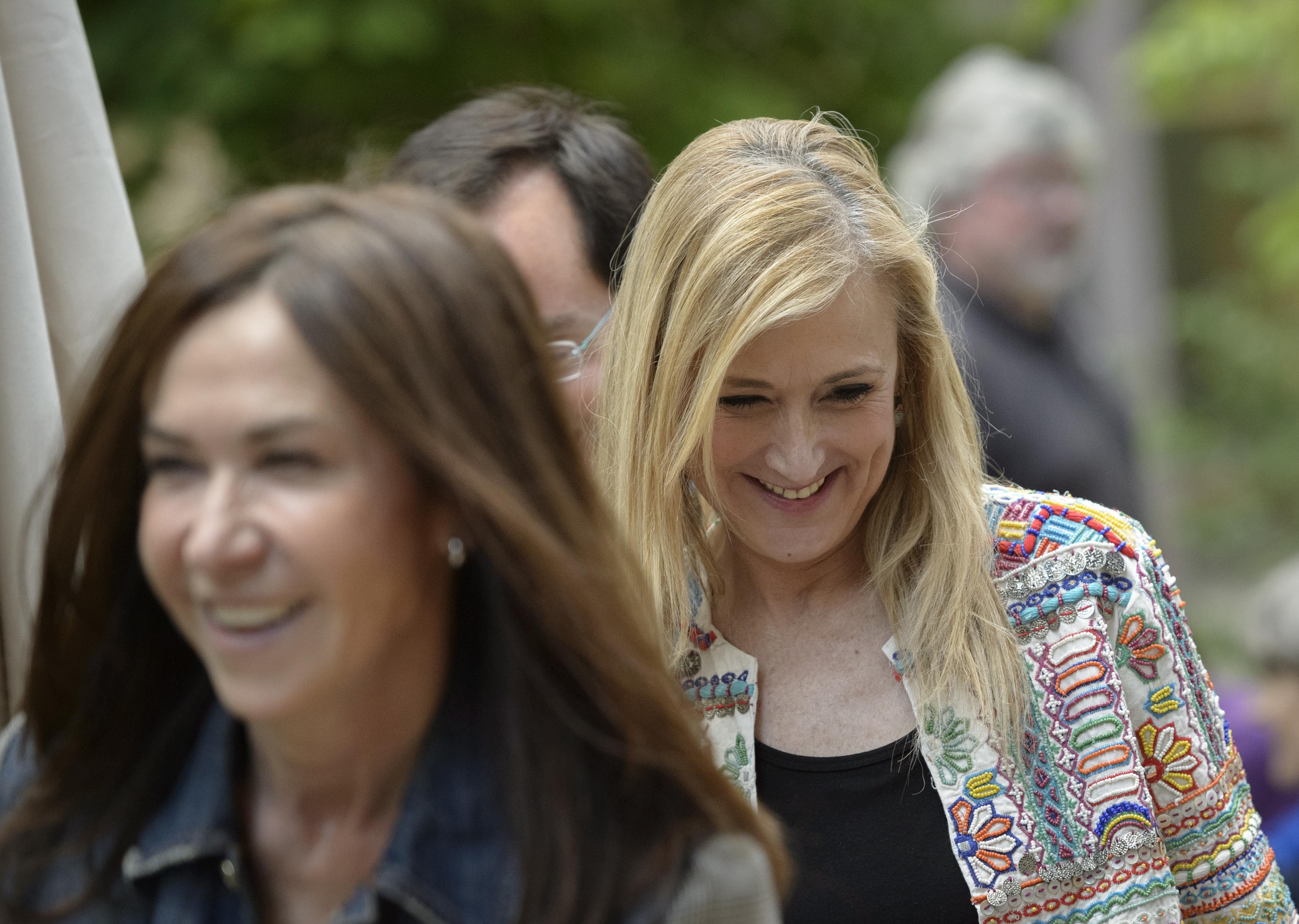
Cifuentes en segundo plano, junto a su jefa de Gabinete Marisa González.

En febrero de 2016, tras la dimisión de Esperanza Aguirre como presidenta del PP regional, asumió el cargo de presidenta de la comisión gestora de dicha organización territorial, nombrada por el comité ejecutivo del PP a nivel nacional.

### Acceso a la presidencia del PP regional
En febrero de 2017, un año después de asumir, Cristina Cifuentes dimitió como presidenta de la gestora del PP de Madrid (le sustituye en el cargo Juan Carlos Vera) y anunció su candidatura a presidir el partido en Madrid con la «intención de revitalizarlo, devolver el protagonismo y la ilusión a los militantes, avanzar en la regeneración democrática y recuperar la credibilidad». El 18 de marzo de 2017 fue elegida en el XVI Congreso del PP madrileño como su presidenta, con alrededor de un 93 % de los votos de los afiliados inscritos para votar (2316 sobre 2483 votos válidos). Su rival en las primarias fue Luis Asúa.

### Moción de censura

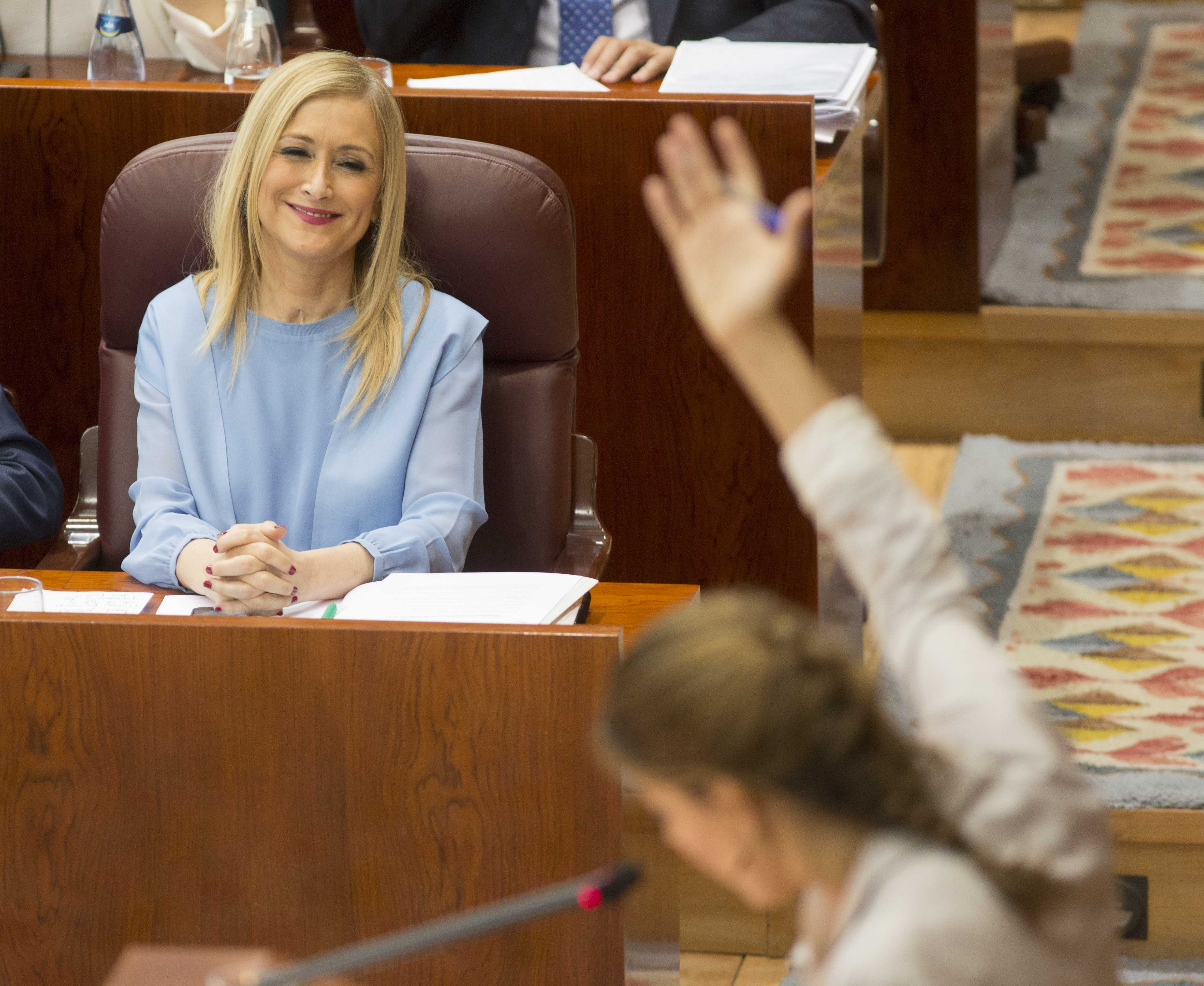
Cifuentes, en segundo plano, sentada en su escaño de la Asamblea durante la alocución de Lorena Ruiz-Huerta (primer plano) en la sesión correspondiente a la moción de censura en su contra el 8 de junio de 2017

El 2 de junio de 2017 compareció en la Comisión de Investigación de Corrupción de la Asamblea de Madrid, para aclarar presuntas irregularidades —investigadas por la Unidad Central Operativa (UCO) en el marco de la Operación Púnica— en la contratación y licitación en 2009 y 2011 de la cafetería del parlamento regional, correspondientes al período durante el cual Cifuentes era vicepresidenta primera y presidenta de la mesa de contratación, atribuyendo allí Cifuentes cualquier responsabilidad a los funcionarios. Seis días más tarde, el 8 de junio, fue sometida a una moción de censura, a iniciativa del Grupo Parlamentario de Podemos en la Asamblea de Madrid, que presentó como candidata a la presidencia de la comunidad autónoma a la diputada Lorena Ruiz-Huerta; la moción no salió adelante, al ser votada a favor únicamente por los 27 diputados de Podemos, por 37 abstenciones del Grupo Parlamentario Socialista y los 64 votos en contra de los grupos parlamentarios del PP y de Ciudadanos.
El 20 de abril de 2021, el titular del Juzgado Central de Instrucción número 6 de la Audiencia Nacional, Manuel García Castellón, acordó el sobreseimiento contra Cristina Cifuentes en el Caso Púnica al no ver acreditado que participase en la adjudicación del servicio de cafetería de la Asamblea de Madrid para beneficiar a un presunto donante del PP a nivel regional ni, por tanto, que tuviese nada que ver en una presunta financiación irregular del partido.

#### Caso del máster, vídeo de las cremas y dimisión

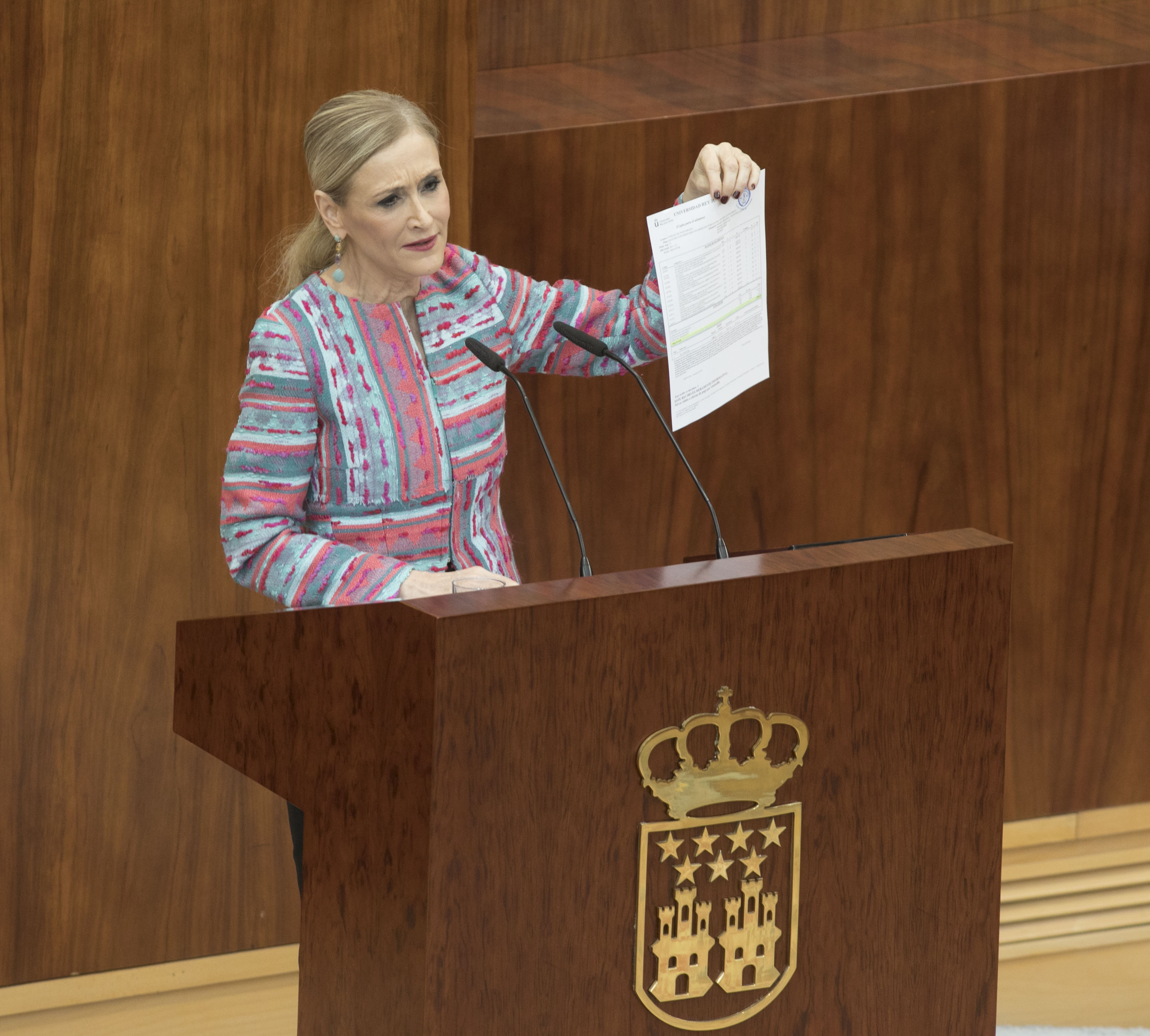
Comparecencia extraordinaria el 4 de abril en la Asamblea de Madrid de Cifuentes, en la que enseña como acreditación de sus estudios de máster el recibo de la matrícula.

El 4 de abril de 2018 compareció de forma extraordinaria ante el pleno de la Asamblea tras un requerimiento de explicaciones por presuntas irregularidades de su expediente académico en lo relativo a la adquisición de su título de máster en derecho autonómico en la Universidad Rey Juan Carlos (URJC), en el que se había matriculado para el curso 2011-2012. No convencidos con sus explicaciones, al día siguiente el Grupo Parlamentario del PSOE de la Comunidad de Madrid registró en sede parlamentaria una moción de censura contra Cifuentes al considerar evidente un fraude en el máster, y presentó en esta como candidato a la presidencia de la comunidad autónoma a Ángel Gabilondo.
El 15 de febrero de 2021, la sección 15 de la Audiencia Provincial de Madrid la absolvió, por falta de pruebas, del delito de inducción a la falsedad documental, del que le acusaba el Ministerio Fiscal, y por el que se le pedía una pena de tres años y tres meses de cárcel. "Las sospechas legítimas que pudieran existir no se han convertido en prueba suficiente para justificar la responsabilidad de Cristina Cifuentes Cuencas. Ni consta la presión inductora ni el dominio del hecho, por lo que no se le puede imputar el delito" esgrimió el tribunal. No obstante, los jueces sí condenaron a Cecilia Rosado a un año y seis meses de cárcel, que admitió haber elaborado el acta desde cero falsificando la firma de otras dos profesoras, y a María Teresa Feito, exasesora de la Comunidad de Madrid, a tres años de cárcel.
En la mañana del miércoles 25 de abril de 2018 se difundió en los medios de comunicación un vídeo de seguridad fechado en 2011 en el que se observaba a Cristina Cifuentes en un cuarto de seguridad de un centro comercial tras un intento de hurto presuntamente cometido por la entonces vicepresidenta primera de la Asamblea de Madrid. A mediodía, en una rueda de prensa, Cifuentes anunció su renuncia al cargo de presidenta de la Comunidad de Madrid, afirmando ser víctima de una «campaña de acoso y derribo» y justificando su decisión en aras de impedir que pasase a gobernar según ella la «izquierda radical». La moción de censura registrada contra Cifuentes motivada por el caso del máster decayó de forma automática tras su dimisión sin haber llegado a ser programada una fecha por la presidenta del parlamento autonómico Paloma Adrados. Ángel Garrido, mano derecha de Cifuentes y consejero de Presidencia, Justicia y Portavocía del Gobierno, asumió en funciones la presidencia del ejecutivo autonómico.
La propia Cifuentes confirmó, que su declive y caída en desgracia política fueron instigados por miembros de su propio partido, quienes consideraron que su perfil era excesivamente incómodo.

### Perfil político
Se presentó a sí misma como republicana, agnóstica y defensora del matrimonio homosexual. Trató de ensanchar el ideario del PP en materia de familia, en cuestiones por ejemplo como su apuesta a favor de la regulación de la gestación subrogada, una práctica prohibida en España. También se enfrentó la defensa de postulados antiabortistas provenientes de correligionarios de su partido. Impulsora en la Comunidad de Madrid de una ley contra la LGTBfobia, la asociación católica HazteOír llegó a efectuar una campaña en su contra acusándola de promover un adoctrinamiento ideológico y moral. Durante su mandato en la presidencia de la Comunidad de Madrid se la consideró próxima a María Dolores de Cospedal dentro del partido. Aficionada a la tauromaquia, subvencionó la promoción de la fiesta taurina entre la infancia.
Se ha señalado, de forma ambivalente, la importancia de Marisa González Casado —su jefa de prensa y después de gabinete— bien como artífice de la construcción de su perfil público, o bien como simple transmisora a la opinión pública de este.

### Actividad posterior
El 27 de abril Cifuentes también comunicó por medio de una carta a María Dolores de Cospedal su renuncia a la presidencia del PP de la Comunidad de Madrid y el 8 de mayo comunicó a la Mesa de la Asamblea de Madrid su renuncia al acta de diputada autonómica. Procedió entonces a solicitar su reincorporación a su puesto de funcionaria en la UCM En mayo, el juzgado de instrucción número 51 de Madrid imputó a Cifuentes la comisión de supuestos delitos de cohecho y falsedad en documento público en el caso del máster y la citó para declarar en junio. Cifuentes no acudió a su cita con la justicia el 26 de junio, alegando motivos médicos para no declarar.
En otoño de 2018, Cifuentes se mudó a París a vivir con su hija tras aceptar una oferta de trabajo como organizadora de eventos en una empresa de recursos humanos, training y comunicación de una amiga suya.
El 28 de noviembre, la jueza Carmen Rodríguez-Medel procesó a Cifuentes por la falsificación del acta del Trabajo de Fin de Máster, así como al director del Instituto de Derecho Público de la URJC, Enrique Álvarez Conde como presunto cerebro de la trama, a la profesora Cecilia Rosado (presunta autora de la falsificación de las firmas) y María Mateo Feito, asesora del Gobierno de Cifuentes que supuestamente presionó para que se realizara la falsificación.
En marzo de 2019, después de conocerse la solicitud por parte del Ministerio Público de 3 años y 3 meses de prisión para Cifuentes como presunta inductora de la falsificación del acta del máster, esta anunció a través un mensaje de Instagram su solicitud de «baja temporal de militancia» en el PP.
El 2 de septiembre de 2019 el juez de la Audiencia Nacional Manuel García-Castellón imputó a Cifuentes presuntos delitos de financiación ilícita, desvío de dinero público y falsedad documental en una de las piezas del Caso Púnica y la citó a declarar en octubre.
El 15 de febrero de 2021, la sección 15 de la Audiencia Provincial de Madrid absolvió, con todos los pronunciamientos favorables, a Cristina Cifuentes del delito de inducción a la falsedad documental, del que le acusaba el Ministerio Fiscal, y por el que se le pedía una pena de tres años y tres meses de cárcel. "Las sospechas legítimas que pudieran existir no se han convertido en prueba suficiente para justificar la responsabilidad de Cristina Cifuentes Cuencas. Ni consta la presión inductora ni el dominio del hecho, por lo que no se le puede imputar el delito" esgrimió el tribunal.

## Televisión

### Programas de televisión
| Año           | Programa                | Cadena    | Notas        |
| ------------- | ----------------------- | --------- | ------------ |
| 2019-2023     | Ya es mediodía          | Telecinco | Colaboradora |
| 2020          | Sálvame                 | Telecinco | Colaboradora |
| 2020-2022     | Deluxe                  | Telecinco | Colaboradora |
| 2020-presente | Todo es mentira         | Cuatro    | Colaboradora |
| 2020-presente | El programa de Ana Rosa | Telecinco | Colaboradora |
| 2022          | Los miedos de...        | Cuatro    | Protagonista |
| 2023-2025     | Tardear                 | Telecinco | Colaboradora |

#### Como concursante
| Año  | Programa               | Cadena    | Notas          |
| ---- | ---------------------- | --------- | -------------- |
| 2021 | La última cena         | Telecinco | Ganadora       |
| 2023 | Traitors España        | HBO Max   | 1.ª expulsada  |
| 2024 | MasterChef Celebrity   | La 1      | 12.ª expulsada |
| 2025 | Hasta el fin del mundo | La 1      | Concursante    |

## Distinciones honoríficas
- Medalla de Oro de la Comunidad de Madrid (2 de mayo de 2021).